# Professionshøjskolen Absalon
 Der er for få eller ingen kildehenvisninger i denne artikel, hvilket er et problem. Du kan hjælpe ved at angive troværdige kilder til de påstande, som fremføres i artiklen.

Professionshøjskolen Absalon er en dansk professionshøjskole, etableret i 2007. Indtil 1. august 2017 hed den University College Sjælland (UCSJ). I dag består Professionshøjskolen Absalon af ca. 800 medarbejdere, 9.000 fuldtidsstuderende og 3.500 i efter- og videreuddannelse.

## Udbudte uddannelser
Professionshøjskolen Absalon udbyder 14 korte- og mellemlange videregående uddannelser inden for områderne skole og pædagogik, engineering, sundhed, social og offentlig forvaltning. 
Uddannelserne er placeret i byerne Roskilde, Slagelse, Holbæk, Næstved, Vordingborg, Nykøbing F. og Kalundborg:

### Professionsbacheloruddannelser (3½ - 4 år)
- Administrationsbachelor (Næstved)
- Bioanalytiker (Næstved og Kalundborg)
- Diplomingeniør i bioteknologi (Kalundborg)
- Diplomingeniør i maskinteknologi (Kalundborg)
- Ergoterapeut (Næstved)
- Ernæring og sundhed (Slagelse)
- Fysioterapeut (Roskilde og Næstved)
- Lærer (Roskilde og Vordingborg)
- Pædagog (Roskilde, Vordingborg, Slagelse og Nykøbing Falster)
- Socialrådgiver (Roskilde, Slagelse og Nykøbing Falster)
- Sygeplejerske (Roskilde, Næstved, Slagelse, Nykøbing Falster og Holbæk)
- Radiograf (Næstved)
- Jordemoder (Slagelse)

### Erhvervsakademiuddannelser (2½ år)
- Sundhedsadministrativ Koordinator (Næstved og Roskilde)

## Direktion
Professionshøjskolen Absalons direktion består af: 
- Nuværende rektor: Camilla Wang
- Professionhøjskoledirektør: Kristian Ørnsholt
- Direktør for Pædagogik og Ledelse: Sami Stephan Boutaiba
- Direktør for Sundhed og Social: Daniel Schwartz Bojsen

## Efter- og videreuddannelser
Professionshøjskolen Absalon er førende i Danmark på e-læring og udvikling af digitale læringsformater til forskelligartede uddannelses- og opkvalificeringsformål. Aktiviteterne på efter- og videreuddannelsesfeltet består af diplom- og akademiuddannelser, kurser, workshops, konferencer, seminarer m.m., hvoraf flere udbydes online eller som blended learning. Uddannelsestilbuddene er primært målrettet ledelse, de pædagog-, social-, sundheds- og lærerfaglige områder.
Der afholdes over 200 forskellige moduler årligt, og hvert er specialiseret inden for forskellige emnefelter med fagligheden i fokus. De vidensmedarbejdere der står for efter- og videreuddannelserne, er for manges vedkommende specialister inden for deres fagområder, de indgår derfor også hyppigt på konsulentbasis i udviklingsopgaver i kommuner og private virksomheder, og er således navnlig i den offentlig sektor med til at omsætte ny viden til praksis, og dermed løse eksisterende udfordringer i samfundet med henblik på at forbedre forhold for en særlig målgruppe. 

## Forskning og innovation
Forskning fra Professionshøjskolen Absalon skal bidrage til at styrke de nyuddannedes viden og kompetencer, og til at udvikle praksis i de professioner og erhverv, som Absalon uddanner til. Derfor prioriterer Professionshøjskolen Absalon forskningstemaer, der kan løfte kvalitet og innovation i det arbejde, som deres uddannede skal udføre, og effektivitet i et samfund under stort ressourcepres.
Forskningen er organisatorisk forankret sammen med de 14 uddannelser i syv faglige centre. Forskningen foregår i et tæt samspil med professions- og erhvervsområder og ofte også med andre forskningsinstitutioner og aktører.
De syv faglige centre består af og har fokus på:
- Center for Ernæring, Rehabilitering og Jordemoderkundskab: Rehabilitering og palliation, fødevareinnovation og et aktivt liv med muskel- skeletbesvær
- Center for Ledelse og Forvaltning: Ledelse og organisering af veldfærdsinnovation, forvaltning og administration.
- Center for Pædagogik: Pædagogisk arbejde med faglighed, familier, børn, bevægelse, kreativitet og æstetisk i pædagogisk arbejde
- Center for Skole og Læring: Fagdidaktik og faglige fællesskaber, uddannelsesmobilitet og læringsfællesskaber og digitale læringsmiljøer og didaktisk design
- Center for Socialt Arbejde: Velfærd, marginalisering og socialt arbejde i forandring.
- Center for Sygepleje: Ulighed i sundhed og det nære sundhedsvæsen.
- Center for Engineering and Science: Ny viden, kompetencer og samarbejdsflader, der matcher regionale og nationale behov inden for bioteknologisk produktion, procesteknologi, kemi, automation og drift.

## CFU Absalon
Center for Undervisningsmidler (CFU) Absalon er en del af Professionshøjskolen Absalon og består af en informationssamling samt en udlånssamling. Center for undervisningsmidler har en omfattende samling af undervisningsmaterialer som folkeskoler, gymnasier og andre uddannelsesinstitutioner kan låne til undervisningsbrug.
Konsulenterne på centre for undervisningsmidler vejleder desuden om valg af materialer og undervisningsmidler og om, hvordan materialerne kan bruges i undervisningen. På centrene udbydes desuden en lang række kurser og temaer til folkeskolelærere og teknisk bistand i brugen af it.

## Rammekontrakt og strategi
Den nuværende strategiske rammekontrakt for driften samt visionerne for Absalon er gældende fra d. 1 januar 2022 til 31. december 2025. 
Professionshøjskolen Absalon samt Uddannelses- og Forskningsministeriet har aftalt følgende strategiske mål for de kommende fire år:
1. Forsyne arbejdsmarkedet i Region Sjælland med dimittender med relevante kompetencer.
2. De studerende har et højt studieengagement, læringsudbytte og trivsel.
3. Opdaterede og specialiserede kompetencer gennem styrket efter- og videreuddannelse.
4. Styrkelse af forsknings- og udviklingsaktiviteterne og det regionale videnkredsløb.

Hvert år uddanner Absalon mere end 2.000 nye professionelle til Region Sjællands kommuner, sygehuse og virksomheder. Frem mod 2025 sætter vision og strategi aktivt ind ved fem hoved prioriteter: 
Vision: Professionshøjskolen Absalon vil være en central regional udviklingspartner gennem værdiskabende samarbejder med offentlige og privat aktører.
Strategiens fem fokusområder:
- Uddannelse der kan mæres - uddannelsesløftet til de studerende.
- Flere skal vælge en professionsuddannelse.
- Faglig udvikling hele arbejdslivet.
- Forskning der forbedrer professionelt arbejde.
- Styrket professionelt fællesskab.